# Dorothy Dickson
Dorothy Dickson (Kansas City, 25 luglio 1893 – Londra, 25 settembre 1995) è stata un'attrice statunitense.

## Filmografia
- Eastward Ho!, regia di Emmett J. Flynn (1919)
- Paying the Piper, regia di George Fitzmaurice (1921)
- The Silver Lining, regia di Roland West (1921)
- Headin' North, regia di Charles Bartlett (1921)
- La Route est belle, regia di Robert Florey (1930)
- Channel Crossing, regia di Milton Rosmer (1933)
- Danny Boy, regia di Oswald Mitchell (1934)
- Sword of Honour, regia di Maurice Elvey (1939)
- The Ringer, regia di Royston Morley - film tv (1946)
- As Long as They're Happy, regia di Roy Rich - film tv (1953)
- Buy Me Blue Ribbons

## Spettacoli teatrali
- Ziegfeld Follies of 1917, regia di Ned Wayburn (New Amsterdam Theatre, 12 giugno 1917)